# Sănătatea în Brazilia
Sănătatea în Brazilia este asigurată în mare proporție de sistemul sanitar public, cel privat fiind puțin dezvoltat. Cele mai mari probleme cu care se confruntă sistemul sanitar sunt mortalitatea infantilă, bolile infecțioase și mortalitatea maternală.